# 天主教特拉帕尼教区
天主教特拉帕尼教區（拉丁語：Dioecesis Drepanensis）是天主教會在義大利的一個教區。屬巴勒莫總教區。
教區成立於1844年5月31日，位於特拉帕尼省北部。2010年有教友207,300人，佔轄區總人口99.6%。教區下轄九十四個堂區，有112名司鐸。現任教區主教為伯多祿·馬利亞·弗拉涅利。